# 朗泰讷-韦蒂耶尔
朗泰讷-韦蒂耶尔（法語：Lantenne-Vertière，法語發音：[lɑ̃tɛn vɛʁtjɛʁ]）是法国杜省的一个市镇，属于贝桑松区。该市镇于1790-1794年间由朗泰讷（Lantenne）和韦蒂耶尔（Vertière）合并而成。

## 地理
朗泰讷-韦蒂耶尔（47°13'58"N, 5°46'43"E）面积9.88 平方千米，位于法国勃艮第-弗朗什-孔泰大區杜省，该省份为法国东部内陆省份，北起上索恩省，西接汝拉省，东部及东南部与瑞士接壤，东北部与贝尔福地区省接壤。
与朗泰讷-韦蒂耶尔接壤的市镇（或旧市镇、城区）包括：库尔沙蓬、埃特拉博讷、拉韦尔奈、大梅尔塞。

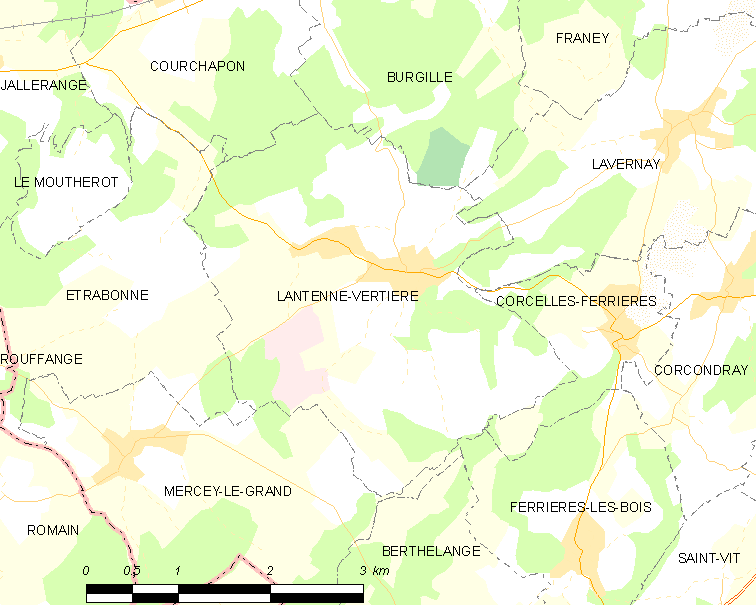
朗泰讷-韦蒂耶尔的OSM定位图

朗泰讷-韦蒂耶尔的时区为UTC+01:00、UTC+02:00（夏令时）。

## 行政
朗泰讷-韦蒂耶尔的邮政编码为25170，INSEE市镇编码为25326。

## 政治
朗泰讷-韦蒂耶尔所属的省级选区为圣维特县。

## 人口

1962-2008年间朗泰讷-韦蒂耶尔人口变化图示

朗泰讷-韦蒂耶尔于2022年1月1日时的人口数量为545人。